# X Japan
X JAPAN (jap. エックス・ジャパン Ekkusu Japan) – japoński zespół heavymetalowy nurtu visual kei, założony w 1982 roku, rozwiązany 30 września 1997, reaktywowany 4 czerwca 2007. Jeden z najbardziej wpływowych i najpopularniejszych japońskich zespołów rockowych w historii. Szacowany nakład ze sprzedaży wszystkich wydawnictw zespołu w samej Japonii sięgnął liczby 30 milionów egzemplarzy z oficjalnymi certyfikatami stowarzyszenia Recording Industry Association of Japan, nagradzającego artystów wyróżnieniami za sprzedaż płyt i singli. Czyni ich to jednymi z artystów z największą liczbą sprzedanych wydawnictw muzycznych w Japonii. Są japońskim zespołem metalowym, który sprzedał najwięcej płyt spośród wszystkich grup reprezentujących ów nurt w Japonii. Oprócz tego zespół może się poszczycić koncertem na scenie cieszącej się renomą goszczenia największych artystów światowej sceny muzycznej – na Madison Squere Garden w Nowym Jorku. Głównym zamysłem grupy było szokowanie publiczności wszelkimi możliwymi sposobami. Ich motto brzmiało: „Psychodeliczna Przemoc – Zbrodnia Wizualnego Szoku”. Twórczość grupy silnie inspirowana jest artystami takimi jak Iron Maiden, Sex Pistols, czy David Bowie. Formacja uznawana jest za zespół, który stworzył i wykreował glam metal w Japonii, chociaż jej początkowa twórczość klasyfikowana jest jako thrash metal. X JAPAN uznawani są przez to za pionierów visual kei, choć zespoły wykorzystujące ten koncept istniały już przed nimi, jednak żadnemu z nich nie udało się osiągnąć popularności porównywalnej do X JAPAN.

## Historia
Grupa X JAPAN powstała w 1977 roku. Wtedy to znajomi z przedszkola, Yoshiki i Toshimitsu Deyama stworzyli zespół o nazwie ‘Naitsu’. Yoshiki był perkusistą, a Toshimitsu zajął się gitarą. Z czasem przyłączyło się do nich parę osób i Yoshiki zmienił nazwę na ‘X’. Toshimitsu przejął rolę wokalisty. Przez sześć lat grali dla zabawy, do roku 1983, kiedy to miał miejsce ich największy dotychczasowy występ. Po ukończeniu Awa High School Yoshiki i Toshimitsu postanowili związać się z muzyką, mimo że wokalista początkowo miał zostać lekarzem. Yoshiki nie miał żadnych problemów – jego matka uważała, że syn najlepiej wie, co dla niego najlepsze. W 1984 dwóch panów wylądowało w Tokio. Skład zespołu zmieniał się nieustannie, stali pozostawali jedynie wokalista i perkusista. W 1985 wydali swoje pierwsze demo zawierające 5 utworów, a w czerwcu pierwszy singel I’ll kill you. W lipcu nagrali utwór, który potem znalazł się na albumie Heavy metal force III – Break the darkness. Do tej pory żadna wytwórnia nie była nimi zainteresowana, toteż Yoshiki i Toshimitsu założyli własną wytwórnię. Przedsięwzięcie to finansowała matka Yoshikiego, która sprzedała swój sklep. W ten sposób powstało Extasy Records. W kwietniu wydali singel Orgasm. Żaden z gitarzystów i basistów nie pozostał na dłużej – dopóki nie pojawił się Taiji Sawada. Następnie Yoshiki zaprosił Hideto Matsumoto – byłego lidera zespołu Saber Tiger. Uratowało to Hideto. Po rozpadzie jego zespołu postanowił zostać fryzjerem.
Jakiś czas później przyłączył się do nich Tomoaki Ishizuka, zwany Pata i skład się ustabilizował. Rozpoczęły się trasy koncertowe, a po nagraniu video clipu (Bakuhatu-Sunzengig) zaczęli pojawiać się w TV, radiu i prasie. Wtedy też problemy zaczęło sprawiać słabe zdrowie Yoshikiego – 23 listopada 1989 roku podczas Rose & Blood Tour zasłabł na scenie i cała trasa została odwołana. Mimo to w lutym 1990 została wznowiona. Kolejne dwa lata były bardzo pracowite, wydali parę singli, wygrali konkurs na najlepszy zespół w Japonii, zaś sam Yoshiki wraz z Tetsuyą Komuro założyli zespół 'V2' i wydali album Yoshiki Selection, będący składanką klasycznych utworów Yoshikiego. W 1992 roku Taiji opuścił zespół, w sierpniu na jego miejsce przyszedł Hiroshi Morie – Heath. W tym też roku przechrzcili się na ‘X JAPAN’, bowiem odkryli, iż w Stanach funkcjonuje zespół o takiej samej nazwie i miewa się całkiem dobrze. W kolejnych latach wydawali album za albumem, teledysk za teledyskiem, singel za singlem. W 1997 roku Toshimitsu postanowił odejść z zespołu – jego wizja muzyki różniła się od Yoshikiego. Yoshiki stwierdził, że X JAPAN jest związane nierozerwalnie z głosem Toshimitsu, zorganizował konferencję prasową i ogłosił koniec zespołu. 31 grudnia odbył się ostatni koncert – Last Live.

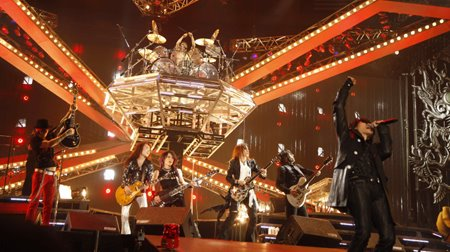
Zespół, podczas koncertu w Tokyo Dome 28 marca 2008 roku.

W roku 2008 X JAPAN powróciło z piosenką „I.V.”, która została wykorzystana jako temat do znanego horroru Piła IV. Niestety już bez gitarzysty Hideto Matsumoto, który prawdopodobnie popełnił samobójstwo 1,5 roku po rozwiązaniu X JAPAN. Mimo to członkowie zespołu nie zapomnieli o byłym gitarzyście. Na teledysku do „I.V.” można zobaczyć jedną z gitar hide’a, a także fragmenty z koncertów.
W marcu 2008 X JAPAN odbył trzy koncerty (28, 29 i 30 marca) w Tokyo Dome. W czasie tych trzech koncertów wspólnie z X JAPAN występowali zaproszeni gitarzyści: Wes Borland z Black Light Burns, Richard Fortus z Guns N’ Roses i Sugizo z nieistniejącego już LUNA SEA.
X JAPAN uczestniczyli w hide memorial summit – dwudniowym koncercie poświęconym Hideto, który odbył się 3 i 4 maja w Tokyo Stadium. W czasie tych dwóch koncertów wystąpiło ok. dwudziestu artystów, takich jak Dir en grey, LUNA SEA czy T.M. Revolution.
Na wszystkich koncertach X JAPAN po wznowieniu działalności Hideto był obecny dzięki obrazom i wideo.
X JAPAN zaplanowało koncert w Paryżu (Francja) 5 lipca 2008, niestety do niego nie doszło z powodów zdrowotnych Yoshikiego. W Sylwestra odbył się koncert ‘COUNTDOWN GIG’ w Akasaka Blitz, czyli Hali w której występowali ponad 20 lat temu, nie bez powodu wybrali to miejsce.

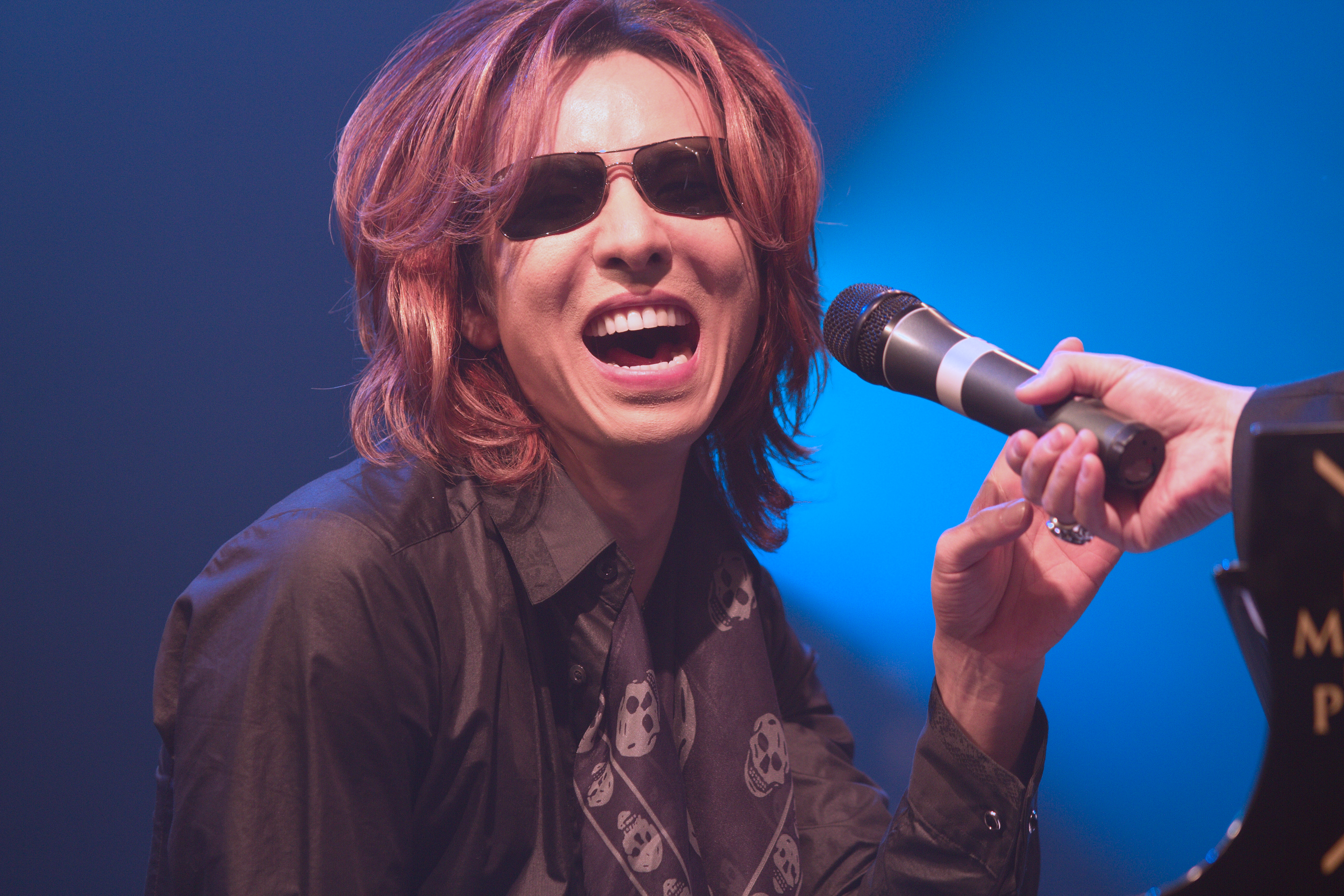
Yoshiki z zespołem na Japan Expo w Paryżu w 2010 roku.

W 2009 zagrali 2 koncerty w Hongkongu (16 i 17 stycznia), okrzyknięte zostały najlepszymi koncertami od czasu ich powrotu. Yoshiki w wywiadzie powiedział, że to były dla niego najlepsze koncerty w historii X JAPAN. Były drobne problemy z basistą zespołu – Heathem, który nie zgodził się na kontrakt reklamowy, ale ostatecznie wszystko skończyło się dobrze i Heath razem z chłopakami wystąpił 2 i 3 maja na koncertach w Tokyo Dome i 30 maja w Tajpej (Tajwan). Na koncertach w Tokyo Dome został wykonany nowy utwór – JADE, oraz zaprezentowany nowy, 6 członek zespołu, którym został Sugizo.

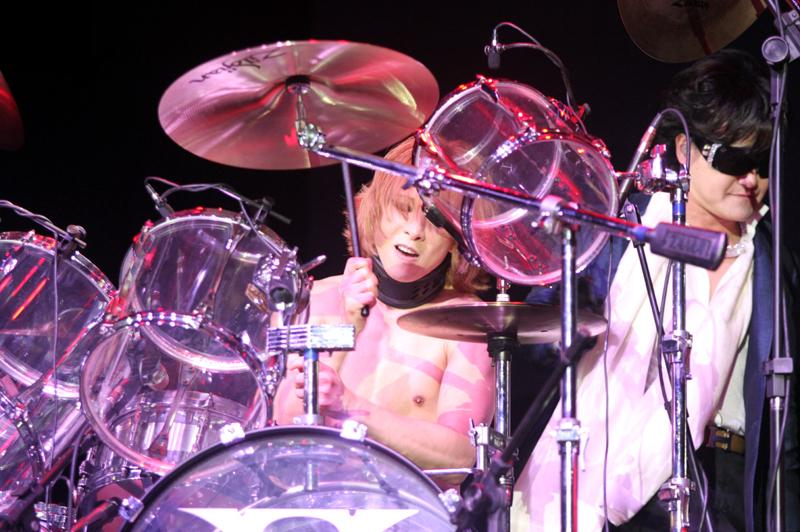
Yoshiki i Toshi na koncercie w São Paulo w Brazylii w 2011 roku.

W 2010 roku zespół po raz pierwszy wystąpił w Stanach Zjednoczonych. Najpierw na znanym festiwalu Lollapalooza (8 sierpnia) a później, na przełomie września i października w ramach krótkiej trasy koncertowej, która obejmowała również Kanadę. Nieco wcześniej, w sierpniu X JAPAN pokazało się również lokalnym fanom, dając dwa koncerty w Jokohamie (14 i 15 sierpnia) – X JAPAN WORLD TOUR Live in YOKOHAMA. Podczas wszystkich koncertów zaprezentowano nowy utwór „Born to be Free”, do którego zespół kręcił teledysk przy współpracy ze Stanem Lee.

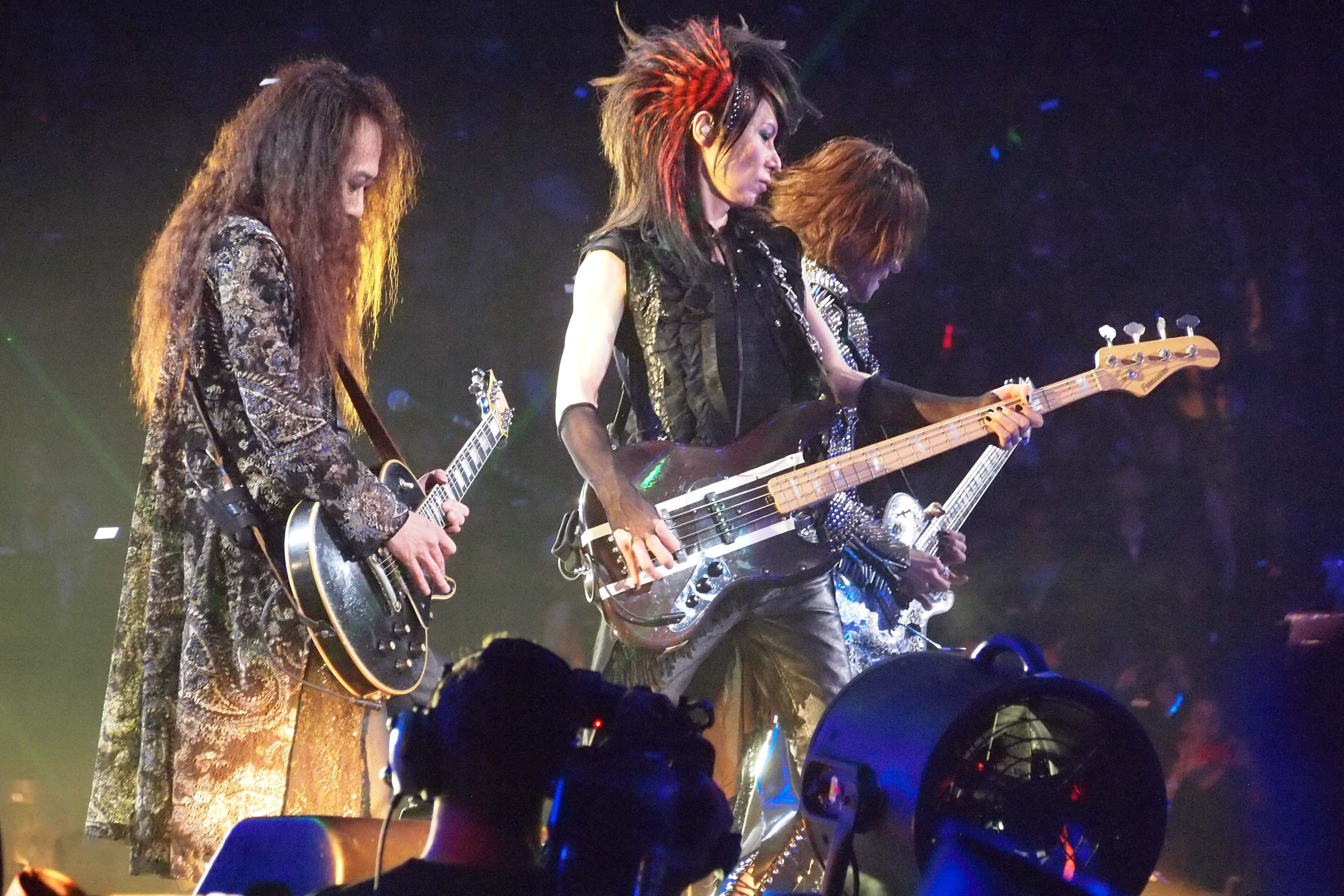
Peta, Heath, Sugizo – gitarzyści X Japan na Madison Square Garden 11 października 2014 roku.

W roku 2011 X JAPAN odbyli swoją pierwszą, poważną światową trasę. Zespół odwiedził Londyn(28 czerwca), Paryż (1 lipca), Utrecht (2 lipca), Berlin (4 lipca), Santiago (9 września), São Paulo (11 września), Buenos Aires (14 września), Limę (16 września), Meksyk (18 września), Seul (28 października), Szanghaj (30 października), Hongkong (4 listopada), Tajpej (6 listopada) i Bangkok (8 listopada). W Japonii także dali kilka koncertów, między innymi w Osace i Chibie w ramach festiwalu SUMMER SONIC (13 i 14 sierpnia). 2 listopada planowany był występ w Pekinie, ale został odwołany z przyczyn technicznych. 8 czerwca za pośrednictwem dystrybucji cyfrowej ukazał się singiel Scarlet Love Song. Utwór ten był muzycznym motywem w filmie animowanym „Buddha: The Great Departure” (Tezuka Osamu no Buddha -Akai Sabaku yo! Utsukushiku-). 28 czerwca również w dystrybucji cyfrowej wydali Jade, singiel pierwotnie miał zostać wydany w marcu, ale ze względu na trzęsienie ziemi, które nawiedziło region Tōhoku i wyrządziło ogromne szkody, przełożono jego wydanie. W związku z tą tragedią Yoshiki wystawił na aukcje charytatywną swój fortepian.

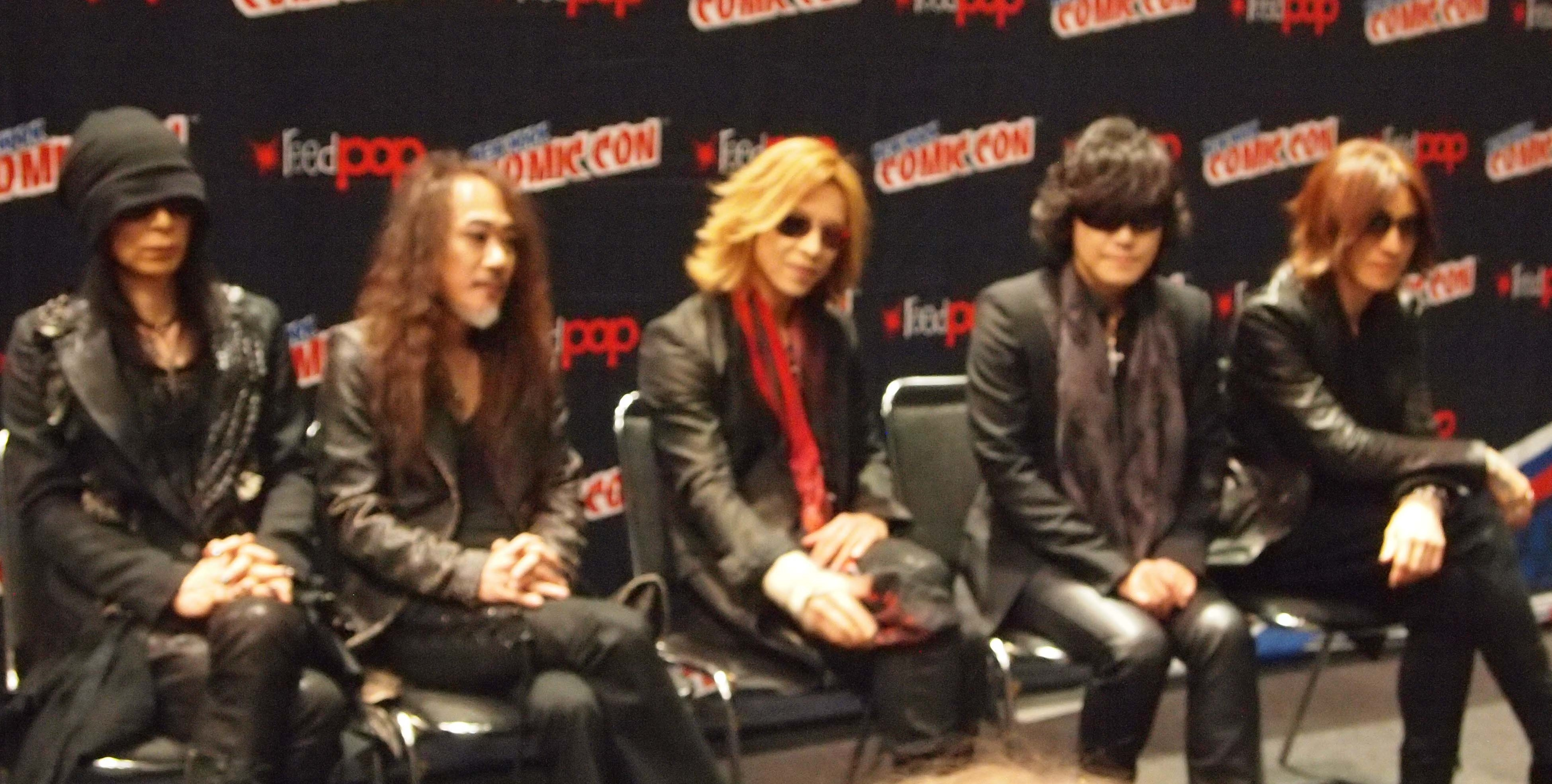
X Japan w Nowym Jorku na konferencji Comic-Con w 2014 roku

W lipcu 2011 roku, kilka dni po incydencie w samolocie, samobójstwo popełnił były basista zespołu Taiji Sawada.
28 kwietnia 2014 roku podczas swojego solowego występu w San Francisco, Yoshiki zapowiedział koncert X JAPAN w Madison Square Garden w Nowym Jorku, który odbył się 11 października owego roku. Był to drugi występ japońskiego zespołu w tym prestiżowym miejscu, albowiem wcześniej, w 2012 roku wystąpili tam L’Arc-en-Ciel. Zespół uświetnił swoje 25-lecie i z tego powodu 17 czerwca do sprzedaży trafi nowa składanka „THE WORLD ~X JAPAN Hatsu no Zensekai Best~”. 21 maja album ten został udostępniony w dystrybucji cyfrowej w 111 krajach pod nazwą „THE WORLD”.

## Muzycy

### Obecny skład zespołu
- Toshimitsu „Toshi” Deyama – wokal prowadzący (1982–1997, od 2007)
- Tomoaki „PATA” Ishizuka – gitara (1987–1997, od 2007)
- Sugihara „Sugizo” Yasuhiro – gitara, skrzypce, wokal wspierający (od 2008)
- Yoshiki – perkusja, pianino (1982–1997, od 2007)

### Byli członkowie
- Hiroshi „Heath” Morie (zmarły) – gitara basowa, wokal wspierający (1992–1997, 2007-2023)
- Hideto „hide” Matsumoto (zmarły) – gitara (1987–1997)
- Taiji Sawada (zmarły) – gitara basowa, wokal wspierający (1985, 1986–1992)
- Isao – gitara (1987)
- Satoru Inoue – gitara (1986)
- Masanori „Kerry” Takahashi – gitara (1986)
- Hikaru Utaka – gitara basowa (1985–1986)
- Hisashi „Jun/Shu” Takai – gitara (1985,1986)
- Mita „Zenon” Kazumitsu – gitara (1985–1986)
- Yoshifumi „Hally” Yoshida – gitara (1985)
- Kenichi „Eddie Van” Koide – gitara (1985)
- Atsushi Tokuo – gitara basowa (1984–1985)
- Tomoyuki „Tomo” Ogata – gitara (1984–1985)
- Yuji „Terry” Izumisawa (zmarły) – gitara (1982–1985)

## Dyskografia

### Albumy i EP
- Vanishing Vision (14 kwietnia 1988)
- BLUE BLOOD (21 kwietnia 1989)
- Jealousy (1 lipca 1991)
- ART OF LIFE (minialbum) (25 sierpnia 1993)
- DAHLIA (4 listopada 1996)
- BLUE BLOOD Special Edition (14 lutego 2007)
- Jealousy Special Edition (14 lutego 2007)

### Albumy koncertowe
- On the Verge of Destruction 1992.1.7 Tokyo Dome Live (7 stycznia 1995)
- Live Live Live Tokyo Dome 1993–1996 (2 płyty; 15 października 1997)
- Live Live Live Extra (5 listopada 1997)
- Live in Hokkaido 1995.12.4 BOOTLEG (21 stycznia 1998)
- Art of life live (18 marca 1998)
- The Last Live (3 płyty; 30 maja 2001)

### Kompilacje
- X SINGLES (21 listopada 1993)
- B.O.X ~Best of X~ (2 płyty; 1 grudnia 1996)
- BALLAD COLLECTION (19 grudnia 1997)
- Singles ~Atlantic Years~ (25 grudnia 1997)
- Special Box (25 grudnia 1997)
- Single Box (25 grudnia 1997)
- STAR BOX (30 stycznia 1999)
- PERFECT BEST (2 płyty; 24 lutego 1999)
- X JAPAN BEST ~FAN’S SELECTION~ (2 płyty; 19 grudnia 2001)
- X JAPAN COMPLETE II (1 października 2005)
- THE WORLD ~X JAPAN Hatsu no Zensekai Best~ (17 czerwca 2014)

### Albumy remiksowe
- TRANCE X (4 grudnia 2002)

### Single
- I’LL KILL YOU (15 czerwca 1985)
- Orgasm (jap. オルガズム; 20 kwietnia 1986)
- Kurenai (jap. 紅; 1 września 1989)
- ENDLESS RAIN (1 grudnia 1989)
- WEEK END (21 kwietnia 1990)
- Silent Jealousy (11 września 1991)
- Standing Sex/Joker (25 października 1991)
- Say Anything (1 grudnia 1991)
- Tears (10 listopada 1993)
- Rusty Nail (10 lipca 1994)
- Longing ~Togireta melody~ (jap. Longing 〜跡切れたmelody〜; 1 sierpnia 1995)
- Longing ~Setsubō no yoru~ (jap. Longing 〜切望の夜〜; 11 grudnia 1995)
- DAHLIA (26 lutego 1996)
- Forever Love (8 lipca 1996)
- CRUCIFY MY LOVE (26 sierpnia 1996)
- SCARS (18 listopada 1996)
- Forever Love (Last Mix) (19 grudnia 1997)
- THE LAST SONG (18 marca 1998)
- Forever Love (wydanie ponowne; 22 lipca 1998)
- SCARS (wydanie ponowne; 22 lipca 1998)
- Forever Love (wydanie ponowne; 11 lipca 2001)
- I.V. (ograniczona dystrybucja, digital; 23 stycznia 2008)
- Scarlet Love Song -BUDDHA MIX- (ograniczona dystrybucja, digital; 8 czerwca 2011)
- Jade (ograniczona dystrybucja, digital; 28 czerwca 2011)
- BORN TO BE FREE (ograniczona dystrybucja, digital; 6 listopada 2015)

### DVD oraz VHS
- Blue Blood Tour – Bakuhatsu Sunzen GIG 1989 (1 czerwca 1989)
- Shigeki! Visual Shock Vol.2 (28 grudnia 1989)
- CELEBRATION – Visual Shock Vol.2.5 (30 września 1990)
- Visual Shock Vol.3 Shigeki² Yume no nakadakeni ikite (30 września 1991)
- SAY ANYTHING x ballad colletion – Visual Shock Vol.3.5 (21 grudnia 1991)
- VISUAL SHOCK VOL.4 hametsu ni mukatte 1992.1.7 Tokyo dome live (1 listopada 1992)
- X Clips (1 stycznia 1995)
- Dahlia The Video – Visual Shock #5 Part 1 (1 stycznia 1997)
- Dahlia The Video – Visual Shock #5 Part 2 (5 marca 1997)
- Dahlia Tour Final (29 listopada 1997)
- X Clips II (24 października 2001)
- The Last Live Video (29 marca 2002)
- Art of Life 1993.12.31 Tokyo Dome (24 września 2003)
- Aoi yoru (25 lipca 2007)
- Shiroi yoru (25 lipca 2007)
- RETURNS Complete Version 1993.12.30 (29 lutego 2008)
- RETURNS Complete Version 1993.12.31 (29 lutego 2008)
- X VISUAL SHOCK DVD BOX 1989–1992 (23 lipca 2008)

X JAPAN wykonało również utwór do teledysku stworzonego wyłącznie na potrzeby promocyjne, puszczanego w kinach jako trailer do anime X-the movie.

## Nagrody i wyróżnienia
| Rok  | Kategoria               | Tytułem | Nagroda                     | Nota | Źródło |
| ---- | ----------------------- | ------- | --------------------------- | ---- | ------ |
| 2012 | Best International Band | X Japan | Revolver Golden Gods Awards | Laur | [ 7 ]  |